# توم كيلي (لاعب كرة قدم)
توم كيلي (بالإنجليزية: Tom Kelly)‏ (22 نوفمبر 1919 بدارلينغتون في المملكة المتحدة - 1 يناير 1970) هو لاعب كرة قدم بريطاني (وحمل سابقاً جنسية المملكة المتحدة لبريطانيا العظمى وأيرلندا) في مركز الدفاع. لعب مع نادي يورك سيتي وهوردن كوليري ولفير ‏ ودارلينجتون إف سى.

## وصلات خارجية
- توم كيلي على موقع قاعدة بيانات كرة القدم.إي يو (الإنجليزية)